# Клит Гербста
Клит Гербста (Chlorophorus herbsti) — вид жуков-усачей из подсемейства настоящих усачей. Вид назван в честь немецкого энтомолога Иогана Фридриха Гербста (1743—1807).
Распространён в Европе. Длина тела взрослых насекомых 8—15 мм. Кормовыми растениями личинок являются различные широколиственные деревья: липа, бук, лещина, дуб.